# Ивик
И́вик (др.-греч. Ἴβῠκος, 2-я пол. VI в. до н. э.) — греческий лирик, старший современник Анакреонта. Был включён в канонический список Девяти лириков учёными эллинистической Александрии.

## Жизнь
О жизни Ивика почти ничего не известно. Родился в греческой колонии Регий (южная Италия). Сообщается, что ему предлагалась должность у тирана Регии, но Ивик покинул город из-за политических беспорядков. Вёл жизнь странника, в конце концов присоединился к Анакреонту, который пребывал при дворе тирана Поликрата Самосского (на острове Самос в Эгейском море).
Упоминается надпись на захоронении, согласно которой Ивик умер в своём родном городе. Существует, однако, легенда, согласно которой Ивик погиб по дороге в Коринф на Истмийские игры. Он подвергся нападению шайки разбойников и был смертельно ранен. Умирая, Ивик посмотрел в небо и увидел стаю журавлей. «Будьте моими мстителями!» — воззвал он к ним. Разбойники только посмеялись. Затем они пошли в город смотреть состязания, до которых так и не дошёл Ивик. Сидя в театре, один из разбойников увидел пролетающих журавлей и обратился к товарищу с шуткой: «Вот летят мстители Ивика». Это было услышано, публика заволновалась, сказавшего схватили, начался допрос, и разбойники признались в содеянном и были немедленно приговорены к смертной казни. Фраза «ивиковы журавли» вошла у греков в поговорку, имея смысл преступления, раскрытого посредством божественного вмешательства. Несколько веков спустя, в 1797 году, немецкий поэт Фридрих Шиллер написал балладу под названием «Ивиковы журавли».

## Творчество
Александрийские учёные III—II веков до н. э. собрали сочинения Ивика в семь книг. В наше время в Египте (Эль-Бахнаса, в древности Оксиринх) были обнаружены папирусы, содержащие фрагменты текстов, которые, как сейчас считается, входили в это собрание. Сохранившиеся фрагменты насчитывают 40 стихов и содержат образцы монодической и хоровой лирики (последние считаются самыми ранними известными образцами хоровой лирики вообще).
Для ранней поэзии Ивика, вероятно под влиянием Стесихора, характерно повествование из области мифологии (при этом поэт часто модифицирует первоначальную легенду, снижая героический тон). Попав на Самос, Ивик обращается к более лёгкой любовной поэзии, и именно этот жанр прославил его в античности. Главной темой творчества Ивика в этот период представлена любовь к красивым мальчикам и девушкам; как предполагают, эти песни исполнялись хорами мальчиков на соревнованиях красоты 
(какие проводились например на острове Лесбос).
Посвящённое Поликрату (или его сыну) стихотворение с оксиринхского папируса является самым ранним известным эпиникием — хоровой песней, сочинявшейся по заказу частного лица по случаю победы на состязаниях. Таким образом, можно считать, что Ивиком был создан собственно жанр эпиникия, как ответ на социальный заказ придворного окружения при дворе Поликрата Самосского.
Ивик выступает связующим звеном между западной и восточной греческой поэзией: он писал на дорийском диалекте и использовал размеры, возникшие в дорийской школе, в то же время по тону и содержанию работы Ивика очень близки к эолийской (ионийской) школе.